# 5-metoxitriptamina
La 5-metoxitriptamina (abreviado 5-MT), también conocida como mexamina, es un derivado de la triptamina estrechamente relacionado con los neurotransmisores serotonina y melatonina. Se ha demostrado que la 5-MT se produce naturalmente en animales en bajos niveles. Se biosintetiza a través de la deacetilación de la melatonina en la glándula pineal.
La 5-MT actúa como un agonista total en los receptores 5-HT1, 5-HT2, 5-HT4, 5-HT6 y 5-HT7. No tiene afinidad por el receptor 5-HT3 y su afinidad por el receptor 5-HT1E es muy débil en comparación con los otros receptores 5-HT1. Se desconoce su afinidad por el receptor 5-HT5.

## Afinidad
Afinidad medida para el caso de algunos receptores:
- Receptores 5-HT 1B  (Ki = 35 nM)[10]
- Receptores 5-HT1D (Ki = 7,3 nM)[11]
- Receptores 5-HT 1E (Ki = 3151 nM)[12]
- Receptores 5-HT 1F (Ki = 1166 nM)[13]
- Receptores 5-HT2A (K i = 295 nM)[14]
- Receptores 5-HT 2B (Ki = 16,4 nM)[15]
- Receptores 5-HT 2C (Ki = 52,48 nM)[16]
- Receptores 5-HT 4 (Ki = 501,18 nM)[17]
- Receptores 5-HT 6 (Ki = 69,18 nM)[18]
- Receptores 5-HT 7 (Ki = 5,01 nM)[19]